# Пау Рибас
Пау Рибас (шп. Pau Ribas Tossas; Барселона, 2. март 1987) је шпански кошаркаш. Игра на позицијама плејмејкера и бека, а тренутно наступа за Хувентуд.

## Успеси

### Клупски
- Хувентуд:
  - УЛЕБ куп (1): 2007/08.
  - ФИБА Еврокуп (1): 2005/06.
  - Куп Шпаније (1): 2008.

- Саски Басконија:
  - Првенство Шпаније (1): 2009/10.

- Валенсија:
  - УЛЕБ Еврокуп (1): 2013/14.

- Барселона:
  - Куп Шпаније (2): 2018, 2019.
  - Суперкуп Шпаније (1): 2015.

### Репрезентативни
- Европско првенство до 20 година: 
  -  2007.
- Европско првенство: 
  -  2015.
- Светско првенство: 
  -  2019.